# 愛は面影の中に
「愛は面影の中に」（あいはおもかげのなかに、The First Time Ever I Saw Your Face）は、英国のシンガーソングライター、イーワン・マッコールが作詞作曲した楽曲。1960年代に数々のフォーク・グループに歌われたあと、ロバータ・フラックが1972年にシングルカットしたバージョンが大ヒットした（同年のビルボード年間チャートの1位を記録）。

## 沿革
曲が書かれたのは1957年。経緯には二つの説がある。英国のシンガーソングライター、イーワン・マッコールによれば、当時恋人だったアメリカのフォーク・シンガーのペギー・シーガー（ピート・シーガーの異母妹）に頼まれ本作品を書き、電話で曲をシーガーに伝えたという。シーガーの記憶では、マッコールは二人が離ればなれにある間、書いた曲をテープに吹き込んでせっせと彼女に送っており、本作品もその中の一つだという。
シーガーのバージョンは1962年のアルバム『The New Briton Gazette Volume 2』に収録されている。前述のように60年代、多くのフォーク・グループにカバーされた。タイトルは「The First Time」「The First Time Ever」など一定でなかった。

## ロバータ・フラックのバージョン
ロバータ・フラックはジョー&エディーのバージョン（1963年のアルバム『Coast to Coast』に収録）で本作品を知った。フラックはワシントンD.C.にあるバネカー高校で音楽教師としてグリークラブの指導しているとき、女子生徒らに本作品を教え、自身もペンシルベニア大通りのクラブ「ミスター・ヘンリーズ」に雇われていたときに歌った。1968年のことであった。
やがてフラックはアトランティック・レコードと契約し、デビュー・アルバムの制作のために1969年2月24日から26日にかけて、ニューヨークのアトランティック・スタジオでレコーディングに入った。この時録音されたバージョンは5分22秒と長く、一度プロデューサーのジョエル・ドーンから再録音を提案される。理にかなった提案だったが、フラックは作り直すことを結局断った。同年6月20日発売のアルバム『First Take』に収録される。
1971年のある日、バージニア州アレクサンドリアの彼女の自宅に突然、クリント・イーストウッドから電話がかかる。イーストウッドはロサンゼルスのフリーウェイで車を運転中、ラジオでフラックの歌う「愛は面影の中に」を聴いたと言い、「今度自分が監督する映画にあなたの曲を使いたいんです。主人公はディスクジョッキーで、音楽がたくさん流れて・・・映画の中で唯一、紛れもない愛を描いた部分があるのですが、その場面でこの曲を使おうと思っています」と言った。フラックが了承すると、話題はお金の話に移った（イーストウッドは2000ドルの使用料を払った）。「ほかに何かありますか？」とイーストウッドが尋ねると、フラックは「使うのならもう一度やり直したいのだけれど。あれはテンポが遅すぎるので」と言った。イーストウッドは簡単に答えた。「いや、そんなことはない」
イーストウッドの初監督映画『恐怖のメロディ』は同年11月12日に公開され、「愛は面影の中に」は主演のイーストウッドと恋人役のドナ・ミルズが林の中や滝壺で愛し合う、イメージビデオ風のシーンで使われた。
アトランティック・レコードは1972年1月24日、1分ほど縮めたバージョンをシングルA面として発売した。B面にはアルバム未収録の「トレイド・ウィンド（Trade Winds）」が選ばれた。同年4月15日から5月20日にかけて6週連続でビルボード・Hot 100の1位を記録し、イージーリスニング・チャートでも1位を記録。そしてついに1972年のビルボード年間チャートの1位を獲得し、第15回グラミー賞の最優秀レコード賞と最優秀楽曲賞をともに受賞した。

## その他のカバー・バージョン
|        | アーティスト名           | レコード・CD                                         |
| ------ | ------------------------ | ---------------------------------------------------- |
| 1962年 | キングストン・トリオ     | 『New Frontier』                                     |
| 1963年 | ジョー&エディー          | 『Coast to Coast』                                   |
| 1964年 | ザ・ハイウェイメン       | 『One More Time!』                                   |
| 1965年 | ピーター・ポール&マリー  | 『See What Tomorrow Brings』                         |
| 1966年 | マリアンヌ・フェイスフル | 『North Country Maid』                               |
| 1966年 | バート・ヤンシュ         | 『自画像』                                           |
| 1967年 | ウィ・ファイヴ           | 『Make Someone Happy』                               |
| 1967年 | ブラザース・フォア       | 『A New World's Record』                             |
| 1969年 | ナナ・ムスクーリ         | 『Dans le soleil et dans le vent』。フランス語詞。   |
| 1972年 | アンディ・ウィリアムス   | 『アローン・アゲイン』                               |
| 1972年 | エルヴィス・プレスリー   | シングル「An American Trilogy」のB面                 |
| 1972年 | ボビー・ヴィントン       | 『Sealed With a Kiss』                               |
| 1972年 | アニタ・ブライアント     | 『Naturally』                                        |
| 1972年 | ティミー・トーマス       | 『Why Can't We Live Together』                       |
| 1972年 | ヴィッキー・カー         | 『The First Time Ever (I Saw Your Face)』            |
| 1973年 | バート・ヤンシュ         | 『ムーンシャイン』。メリー・ホプキンとのデュエット。 |
| 1973年 | アイザック・ヘイズ       | 『Live at the Sahara Tahoe』                         |
| 1973年 | クインシー・ジョーンズ   | 『You've Got It Bad Girl』                           |
| 1974年 | マーシャ・グリフィス     | 『Play Me Sweet and Nice』                           |
| 1999年 | セリーヌ・ディオン       | 『ザ・ベリー・ベスト』                               |
| 1999年 | ジョージ・マイケル       | 『ソングス・フロム・ザ・ラスト・センチュリー』       |
| 2005年 | Fayray                   | 『COVERS』                                           |
| 2011年 | アルフィー・ボー         | 『アルフィー』                                       |
| 2020年 | ジェイムス・ブレイク     | カバーシングル                                       |